# Nellise Child
Pour les articles homonymes, voir Child.
Nellise Child, pseudonyme de Lillian Lieberman Gerard Rosenfeld, née en 1901 à New York et morte le 11 juin 1981 à Chicago, est une dramaturge et auteure américaine de roman policier.

## Biographie
D’origine juive, ses grands-parents immigrent aux États-Unis en provenance d’une petite bourgade près de Minsk en Russie. Lillian Lieberman naît à New York et grandit dans le milieu populaire des quartiers immigrants. Dans sa jeunesse, elle milite un temps au Parti communiste américain, mais elle se détourne de ce mouvement politique lorsque des dirigeants lui proposent de commettre des activités illégales. Elle travaille ensuite comme journaliste.
Son premier mari, Frank Gerard, est un vendeur d’automobiles, dont elle divorce au milieu des années 1930 pour épouser Abner G. Rosenfeld, un entrepreneur de projets immobiliers de Chicago. Les époux Rosenfeld vivent un temps à Los Angeles, où naît leur fils unique Frank Redfield, puis reviennent s’installer à New York sur Central Park West.
Sa carrière littéraire s’amorce quand elle adopte le pseudonyme de Nellise Child pour la parution de deux romans policiers où enquête le détective Jeremiah Irish, rebaptisé Jerry Frish en français. Dans Jerry Frish, détective (1933), un collectionneur d’art espagnol est retrouvé mort après avoir écrit une missive à l’attention de la police de Los Angeles.
À la même époque, Nellise Child se lance dans l’écriture dramatique. Sa pièce Weep for the Virgins, montée sans succès sur Broadway en 1935, a été reprise au Irish Repertory Theatre (en) en 2012.
Nellise Child a écrit une trentaine de pièces, dont seules quelques-unes ont été publiées. Elle a également donné deux romans : Wolf on the Fold (1941) et If I Come Home (1943).

## Œuvre

### Romans

#### Série policièreJeremiah Frish
- Murder Comes Home (1933) Publié en français sous le titre Jerry Frish, détective, Paris, Librairie des Champs-Élysées, Le Masque no 201, 1936
- The Diamond Ransom Murders (1934)

#### Romans non-policiers
- Wolf on the Fold (1941)
- If I Come Home (1943)

### Nouvelle
- Mildred Bolton (1947) dans le recueil collectif Chicago Murders écrit en collaboration avec Craig Rice, Vincent Starrett, Elizabeth Bullock, Otto Eisenschilm, John Bartlow Martin et Leroy F. McHugh

### Théâtre
- Weep for the Virgins (1935)
- After the Gleaners (1938)
- Sister Oakes (1940)
- Bird of Time (1959)
- The Happy Ending (1960)

## Référence
- Jacques Baudou et Jean-Jacques Schleret, Les Métamorphoses de la chouette : Détective-club, Paris, Futuropolis, 1986, 191 p. (ISBN 978-2-737-65488-6), p. 84-85.